# Laveline-devant-Bruyères
Laveline-devant-Bruyères is een gemeente in het Franse departement Vosges (regio Grand Est) en telt 687 inwoners (1999). De plaats maakt deel uit van het arrondissement Épinal.

## Geografie
De oppervlakte van Laveline-devant-Bruyères bedraagt 3,1 km², de bevolkingsdichtheid is 221,6 inwoners per km².

## Verkeer en vervoer
In de gemeente ligt spoorwegstation Laveline-devant-Bruyères.
De onderstaande kaart toont de ligging van Laveline-devant-Bruyères met de belangrijkste infrastructuur en aangrenzende gemeenten.

## Demografie
Onderstaande figuur toont het verloop van het inwonertal (bron: INSEE-tellingen).